# Oliver Taylor
Oliver Taylor (n. 19 februarie 1938, Townsville, Queensland, Australia) este un boxer australian, medaliat olimpic. A participat la o ediție a Jocurilor Olimpice (1960) în care a câștigat o medalie de bronz.